# Gérard du Peloux
Gérard du Peloux, né à Rinxent le 4 août 1922 et mort à Château-Chinon le 15 mai 2015,, est un athlète et journaliste français. Il a été syndic de presse auprès de la Fédération française de tennis,,. Un prix Gérard du Peloux récompense le meilleur reportage multimédia lié au tennis. Il est le cofondateur avec Jean Malleret du Cross du Figaro,. Il a travaillé pour Basket magazine,. 